# Anax imperator

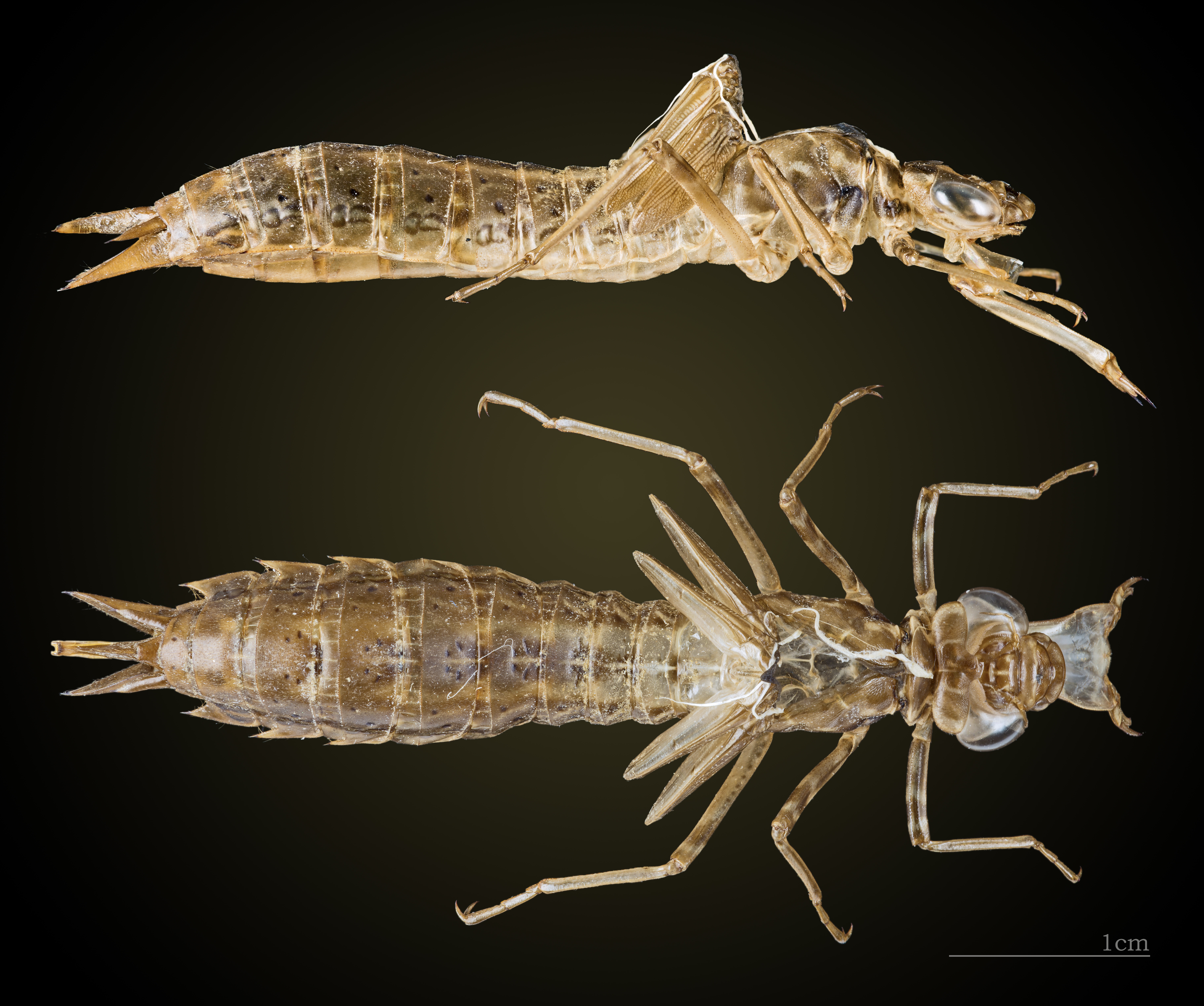
Exuvia

La libélula emperador (Anax imperator) es una especie de odonato anisóptero de la familia Aeshnidae. Puede alcanzar los 8 cm de longitud y una envergadura de 12 cm, habita en humedales.
La libélula emperador es la más grande de Europa occidental, aunque el caballito helicóptero del diablo es un odonato que puede medir hasta 19 cm de envergadura. Sus alas no pueden replegarse, tienen una estructura rígida y en ángulo recto en relación con el cuerpo. Su cuerpo es fino, alargado y de colores vistosos como verde y amarillo.

## Alimentación
Se alimenta de todo tipo de insectos, especialmente aquellos de gran tamaño como los tábanos.

## Distribución

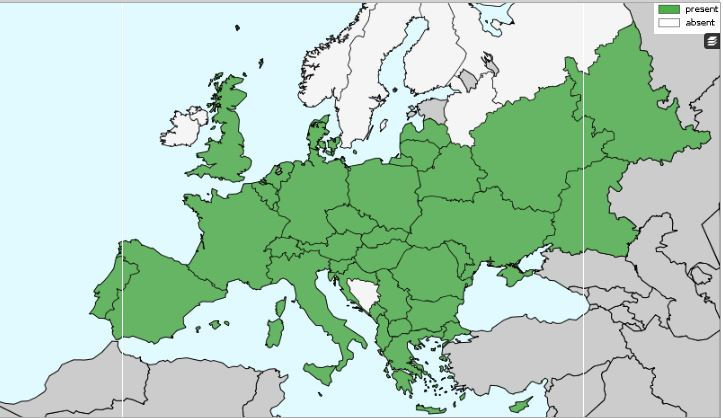
Distribución de la especie en Europa.

Se encuentra en toda África, Europa, la península arábiga y en Asia suroccidental y central. Desde el año 2000 se ha difundido en Europa hacia el norte y hacia mayores altitudes.

## Descripción
Muestra los rasgos necesarios para convertirla en una gran cazadora. Sus mandíbulas extensibles son capaces de devorar grandes insectos y sus ojos contienen hasta 30 000 unidades oculares (omatidios), lo que le permite tener una visión panorámica de 360 grados con tal agudeza que puede detectar el más mínimo movimiento a una distancia de hasta 5 metros y medio.
Están altamente especializadas en el arte de volar, logrando atrapar, e incluso devorar, a sus presas en pleno vuelo. Pueden moverse hacia delante y hacia atrás en línea recta, subir o bajar en dirección vertical, girar sobre su cuerpo, detenerse, flotar y alcanzar en pocos segundos una velocidad de 200 kilómetros por hora.

## Reproducción
Utilizando sus apéndices anales los machos sujetan a las hembras por el cuello durante la cópula. La hembra introduce su abdomen en el agua para depositar sus huevos en los tallos sumergidos de las plantas acuáticas. Después de la gestación, nacen las ninfas. Estas no miden más que unos pocos milímetros y solo pueden nadar, pero tienen una gran voracidad y engullen pequeños animales acuáticos.